# Атбасар
Атбаса́р (каз. Атбасар) — місто, центр Атбасарського району Акмолинської області Казахстану. Адміністративний центр та єдиний населений пункт Атбасарської міської адміністрації.

## Розташування
Місто розташоване на річці Жабай (притока Ішиму), за 200 км на південь від Кокшетау. 

## Населення
Населення — 31434 особи (2021; 30436 у 2009; 32288 у 1999, 39163 у 1989).

## Історія
Місто засноване 1845 року як козацька станиця. До 1996 року Атбасар був містом обласного значення.

## Господарство
Біля міста знаходиться аеропорт. Атбасар — значний залізничний вузол, центр переробки сільськогосподарської сировини. Тут розвинена харчова промисловість, працюють заводи елеваторів, залізобетонних конструкцій, ремонту локомотивів, кам'яний кар'єр.
У місті діє технікум механізації сільського господарства.